# Serhij Vasyl'ovyč Kuznecov
Serhij Vasyl'ovyč Kuznecov (in ucraino Сергій Васильович Кузнецов?, in russo Сергей Васильевич Кузнецов?, Sergej Vasil'evič Kuznecov; Kamenolomnja, 30 novembre 1950) è un ex calciatore sovietico dal 1991 ucraino, di ruolo difensore.
È il fratello di Viktor Kuznecov.

## Statistiche

### Cronologia presenze e reti in Nazionale
| Cronologia completa delle presenze e delle reti in nazionale ― Unione Sovietica | Cronologia completa delle presenze e delle reti in nazionale ― Unione Sovietica | Cronologia completa delle presenze e delle reti in nazionale ― Unione Sovietica | Cronologia completa delle presenze e delle reti in nazionale ― Unione Sovietica | Cronologia completa delle presenze e delle reti in nazionale ― Unione Sovietica | Cronologia completa delle presenze e delle reti in nazionale ― Unione Sovietica | Cronologia completa delle presenze e delle reti in nazionale ― Unione Sovietica | Cronologia completa delle presenze e delle reti in nazionale ― Unione Sovietica |
| Data                                                                            | Città                                                                           | In casa                                                                         | Risultato                                                                       | Ospiti                                                                          | Competizione                                                                    | Reti                                                                            | Note                                                                            |
| ------------------------------------------------------------------------------- | ------------------------------------------------------------------------------- | ------------------------------------------------------------------------------- | ------------------------------------------------------------------------------- | ------------------------------------------------------------------------------- | ------------------------------------------------------------------------------- | ------------------------------------------------------------------------------- | ------------------------------------------------------------------------------- |
| 29/06/1972                                                                      | San Paolo                                                                       | Uruguay                                                                         | 0 – 1                                                                           | Unione Sovietica                                                                | Coppa d'Indipendenza Brasiliana                                                 | -                                                                               |                                                                                 |
| 02/07/1972                                                                      | Belo Horizonte                                                                  | Argentina                                                                       | 1 – 0                                                                           | Unione Sovietica                                                                | Coppa d'Indipendenza Brasiliana                                                 | -                                                                               |                                                                                 |
| 06/07/1972                                                                      | Belo Horizonte                                                                  | Portogallo                                                                      | 1 – 0                                                                           | Unione Sovietica                                                                | Coppa d'Indipendenza Brasiliana                                                 | -                                                                               |                                                                                 |
| Totale                                                                          |                                                                                 | Presenze                                                                        | 3                                                                               |                                                                                 | Reti                                                                            | 0                                                                               |                                                                                 |